# Prisión de Martutene
El Centro Penitenciario Gipuzkoa o prisión de Martutene es un centro penitenciario mixto dependiente del Departamento de Justicia del Gobierno Vasco situado en el barrio de Martutene, en San Sebastián (Guipúzcoa) España. 
Se inauguró en 1948 tras el cierre de la prisión de Ondarreta. A pesar de tener una capacidad de 150 presos, el centro recluye a casi 250 presos. Es la única prisión existente en Guipúzcoa.

## Historia
El 7 de julio de 1985, los presos de ETA Joseba Sarrionandia e Iñaki Pikabea se fugaron del penal escondidos dentro de dos altavoces, después de un concierto de Imanol Larzabal sin que el cantautor lo supiera. Esta fuga espectacular inspiró la canción «Sarri, Sarri» del grupo vasco Kortatu.
El 17 de noviembre de 2014, el consistorio municipal solicitó la demolición de la prisión. Después del cierre está previsto abrir una nueva en el barrio de Zubieta, con una inversión total de 95 millones de euros que tendría cabida para 500 presos. El 4 de agosto de 2018, el ministro del Interior español en funciones, Fernando Grande-Marlaska, anunció que no se construiría ninguna prisión substitutoria en Guipúzcoa y que, en los terrenos de la de Martutene, se erigiría un Centro de Inserción Social (CIS). Pocos días después, al 10 de agosto de 2018, casi un centenar de presos se opusieron a la reconversión en un CIS para personas en tercer grado y con condenas alternativas a la pena privativa de libertad, así como al traslado de los internos a la prisión alavesa de Zaballa, alegando «motivos de arraigo social». El 11 de octubre de 2018, el Ministerio dio marcha atrás y autorizó el plan inicial de construir la prisión de Zubieta, después de la presión ejercida por los reclusos, junto con la de las entidades que trabajan con ellos, especialmente los juristas de la Audiencia Provincial de Guipúzcoa y del Ilustre Colegio de Abogados de Guipúzcoa (ICAGI).
A fecha de 5 de octubre de 2018, el 20 % de los 242 internos del centro (176 hombres y 13 mujeres en régimen de reclusión; 49 hombres y 4 mujeres en régimen abierto) lo eran por delitos de violencia de género. Si bien la mayoría de casos no responden a delitos de sangre, la realidad es que la edad de los nuevos presos es cada vez menor.
El 1 de octubre de 2021, la titularidad de las instalaciones, así como el personal que trabaja en él, fue traspasado desde Instituciones Penitenciarias del Gobierno español al Departamento de Justicia del Gobierno vasco.

## Galería

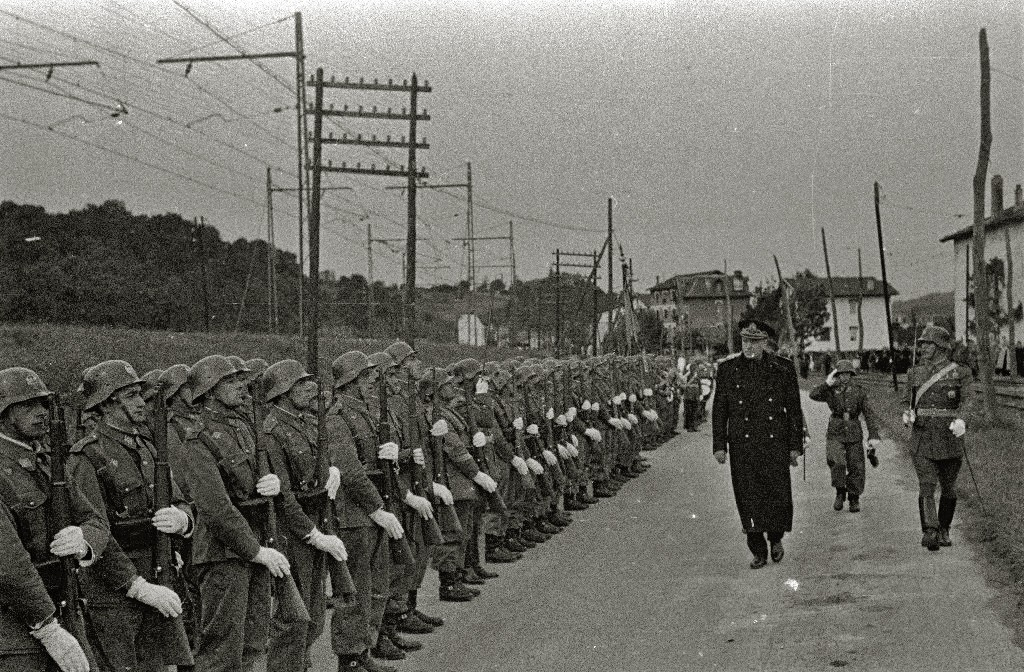
Acto de colocación de la primera piedra (1944)
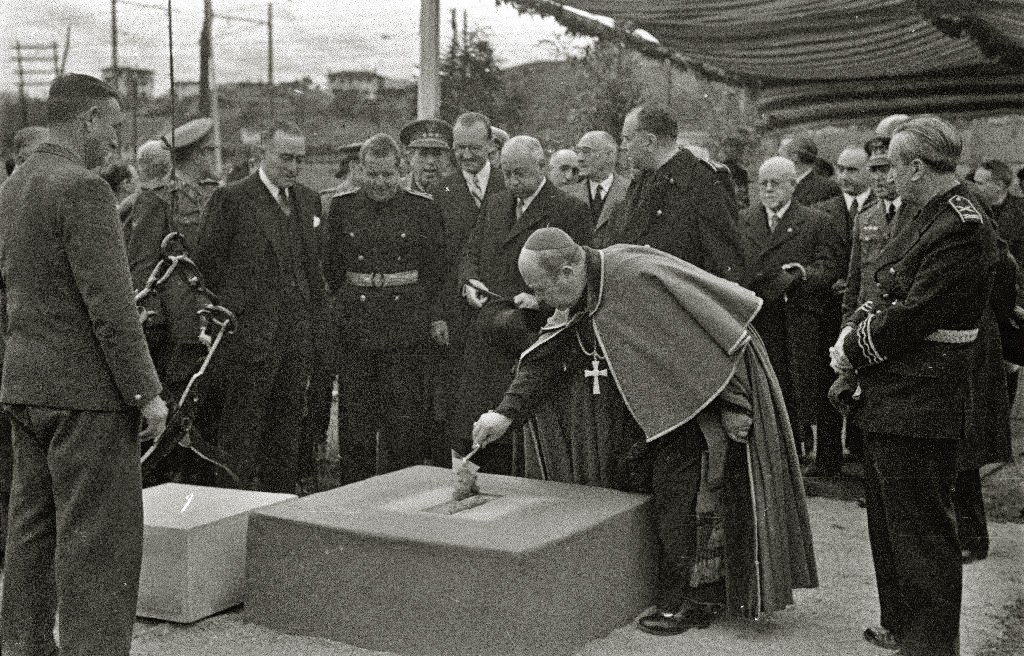
Acto de colocación de la primera piedra (1944)